# A Windows Vista kiadásai
A Windows Vista operációs rendszert hat különböző marketing-kiadásban jelentette meg a Microsoft. A Windows Vista Starter kivételével valamennyi támogatja a 32 bites (x86) és a 64 bites (x64) processzor architektúrákat. A Windows Vista Starter kizárólag a 32 bites architektúrákat támogatja.
2006. szeptember 5-én jelentette be a Microsoft a négy, kiskereskedelmi csatornákon elérhető kiadás dollárban megadott árait. Minden kiadáshoz új licenc és upgrade-licenc SKU-k (készletegységek) jelentek meg.
A Microsoft a Windows Vista boltokba kerülő példányainak csomagolását úgy jellemzi, mint ami „felhasználóbarát tervezésű […] kemény műanyag tartó, ami teljes élettartama alatt védelmezi a szoftvert”.
A csomagolás oldalirányban nyílik, így láthatóvá válik a tiszta műanyag tokba csomagolt Windows Vista DVD. Magán az optikai lemezen holografikus designelemek találhatók, amiket a Microsoft már a Windows 98-nál felhasznált.
|  |

## Kiadások
| Leírás |
| Windows Vista Starter |
| --- |
| A Windows XP Starter Editionhöz hasonlóan ez a kiadás is csak „fejlődő piacokon” került forgalomba, mint Brazília, India, Pakisztán, Thaiföld, Indonézia és a Fülöp-szigetek – főleg a jogosulatlan másolatok jogszerű, de olcsó alternatívájaként. A többi piacon a Microsoft nem teszi hozzáférhetővé (bár a 32 bites DVD-ről a próbaverzió telepíthető). A Vista Starter jelentős korlátozásai közé tartozik, hogy egy felhasználó csak három alkalmazást futtathat egyszerre, a rendszer nem fogad bejövő hálózati kapcsolatokat és a rendszermemória mérete legfeljebb 1 gigabájt lehet. Kizárólag 32 bites változatban jelent meg. A processzorok közül az AMD Athlon XP, Duron, Sempron és Geode processzorait, valamint az Intel Celeron, Pentium III-ait és egyes Pentium 4-modelleket támogat. A merevlemez használható méretét 250 GB-ban korlátozza. A Starter Editionben található néhány háttérkép, ami a többi kiadásban nem szerepel. |
| Windows Vista Home Basic |
| A Windows XP Home Editionhöz hasonlóan, a Home Basic azokat a pénztárca-érzékeny vásárlókat célozza meg, akiknek az otthoni használathoz nem igénylik a fejlett médialehetőségeket. Így ez a kiadás nem tartalmazza a Windows Aero felületet az áttűnésekkel. A Home Basic csak egy fizikai processzort támogat. A Home Basic 64 bites változata legfeljebb 8 GB memóriát támogat, és a Microsoft 2012-ig támogatja. A Windows XP Home Editionhöz hasonlóan tartalmazza a Windows Firewallt, a szülői felügyelet eszközeit, a Safety Centert, a Windows Movie Makert, a fotótárat és egyebeket. |
| Windows Vista Home Premium |
| A Home Basic teljes funkcionalitása mellett ez a kiadás tartalmaz néhány extra, az otthoni piaci szegmensre szánt funkciót, ilyen például a HDTV-támogatás, a DVD-kiadványszerkesztés. Vannak benne „extra prémium” játékok, támogatja a mobil- és tábla PC-ket, hálózati projektorokat, érintőképernyőket és egyéb kijelzőket (a Windows SideShow-n keresztül). Képes időzített mentések futtatására. A Home Premium 10 egyidejű SMB-kapcsolatot tud fenntartani (ez az érték 5 a Home Basic-ben). Az integrált Windows Tárgyaló interakciót is lehetővé tesz (a Home Basic-ben csak a tárgyalások követésére volt lehetőség). Ez a változat hasonló funkcionalitást tartalmaz, mint a Windows XP Media Center Edition. A Home Basic-hez hasonlóan egyetlen fizikai processzort támogat, de több processzormagot.. A 64 bites Home Premium legfeljebb 16 GB memóriát kezel. A Microsoft 2012-ig támogatja. |
| Windows Vista Business |
| A Windows XP Professionalhez és a Windows XP Tablet PC Editionhöz hasonlítható Windows Vista Business Edition az üzleti piac számára készült. A Home Basic valamennyi funkcióját tartalmazza a szülői felügyeleti eszközök és a Windows Vista Standard téma kivételével. Része az IIS webszerver, a Windows fax és képolvasó szolgáltatás, a tartalomvédelmi szolgáltatások (RMS) kliensrésze, fájlrendszer-titkosítás, két fizikai processzor támogatása, a teljes rendszerről lemezkép-alapú mentés és visszaállítás képessége, a kapcsolat nélküli fájlok támogatása, a Távoli Asztal teljes értékű változata, ami bejövő kapcsolatokat is kezel, ad hoc P2P-csoportmunka-képességek, a fájlok „előző verziói” elérésének képessége (Windows árnyékmásolatokat), több más kereskedelmi képesség, a Windows Aero téma és a tábla PC-k támogatása. A Vista Business edition legfeljebb két fizikai processzort támogat. A 64 bites Business Edition akár 128 GB memóriát is képes kezelni. A terméktámogatás „Mainstream Support” fázisa 2012. április 10-én ér véget, a kiterjesztett terméktámogatás 2017. április 11-éig tart. |
| Windows Vista Enterprise |
| Ez a kiadás a nagyvállalati piaci szegmenst célozza meg: a Vista Business edition funkcióit tartalmazza, és még néhány egyéb képességet. Az új képességek közé tartozik a Multilingual User Interface (többnyelvű felhasználói felület) (MUI) csomagok támogatása, a BitLocker meghajtótitkosítás és a UNIX alkalmazások támogatása. Nem érhető el kiskereskedelmi vagy OEM-csatornákon keresztül, kizárólag a Microsoft Frissítési Garancián (Microsoft Software Assurance, SA)-n keresztül. A frissítési garancia előnyei közé tartozik a több virtuális gép futtatásának támogatása, hozzáférés a Virtual PC Expresshez, az aktiváció mennyiségi licenckulccsal (Volume License Key, VLK) történik. A Vista Enterprise legfeljebb két fizikai processzort támogat. A 64 bites Enterprise Edition akár 128 GB memóriát is képes kezelni. A terméktámogatás „Mainstream Support” fázisa 2012. április 10-én ér véget, a kiterjesztett terméktámogatás 2017. április 11-éig tart. |
| Windows Vista Ultimate |
| A Windows Vista Ultimate a Home Premium és az Enterprise edition kiadások minden képességét tartalmazza, ráadásként pedig az Ultimate Extrákat és kereskedelmi szintű titkosítást. A terméktámogatás „Mainstream Support” fázisa 2012. április 10-én ér véget, a kiterjesztett terméktámogatás nem terjed ki erre a kiadásra. A Microsoft elérhetővé tette a Windows Vista Ultimate-et Windows Vista Ultimate Upgrade Limited Numbered Signature Edition kiadásban is. Ennek a korlátozott, számozott kiadásnak minden példányának csomagolásán Bill Gates aláírása és a példány sorszáma található; ebből a változatból mindössze 20 000 darabot terveztek piacra dobni. |

Megjegyzések:
1. A végfelhasználók megvásárolhatják és közvetlenül letölthetik a Windows Vistát a Microsoft Windows Marketplace webhelyéről. A letöltést a Digital locker technológia teszi biztonságossá.[11][12]
2. A Home Basic N és Business N kiadások az Európai Unióban jelentek meg, ezek nem tartalmazzák a Windows Media Playert. Erre az EU antitröszt-perében kötelezték a gyártót.[13]
3. A beépített rendszerek számára készült Vistát lásd itt: Windows Vista for Embedded Systems.
4. Egy 2005-ös dél-koreai antitröszt-per ítéletének eleget téve Dél-Koreában a Microsoft „K” és „KN” kiadásokat árul a Windows Vistából. Az első hivatkozásokat tartalmaz konkurens gyártók azonnali üzenetküldő és médialejátszó alkalmazásaira, míg a „KN” kiadások egyáltalán nem is tartalmazzák a Windows Media Playert.[14]

## Frissítés

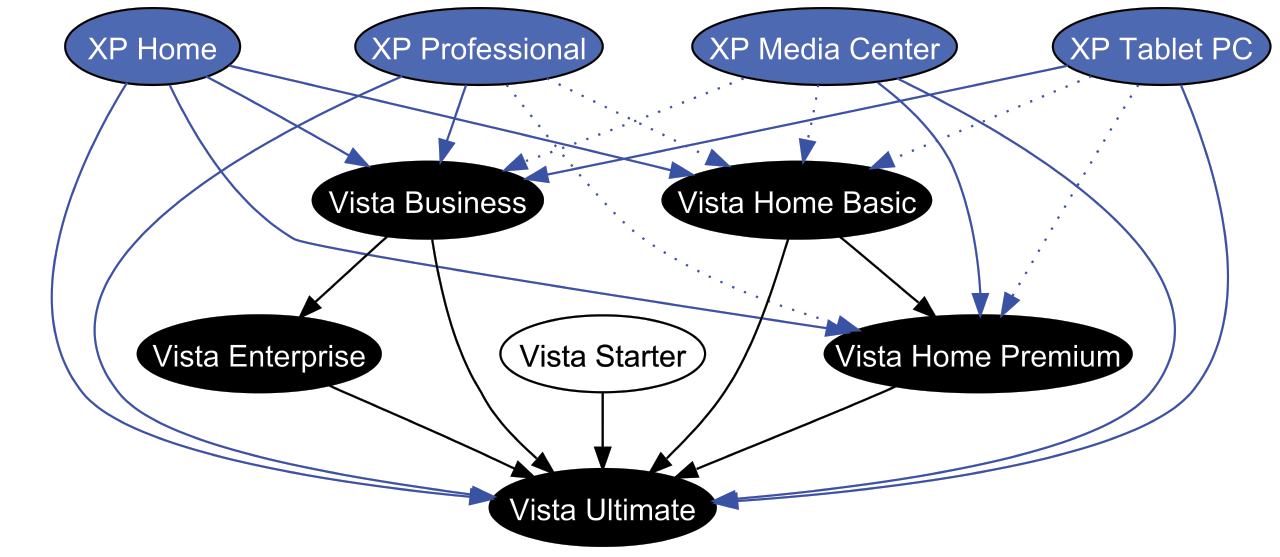
Frissítési lehetőségek a Windows XP és a Vista különböző kiadásai között. A pontozott vonalak esetében újratelepítésre van szükség.

A felhasználóknak bizonyos körülmények között lehetőségük van Windows XP-ről Windows Vistára frissíteni, vagy a Windows Vista egyik kiadásáról egy másikra váltani. Nem minden elképzelhető kombinációt támogatja a Microsoft, az itt látható folyamatábra mutatja a frissítési lehetőségeket: